# Semiosis
La semiosis (del griego: σημείωσις, sēmeíōsis, derivación del verbo: σημειῶ, sēmeiô, «marcar») es cualquier forma de actividad, conducta o proceso que involucre signos, incluida la creación de un significado. Es un proceso que se desarrolla en la mente del intérprete, se inicia con la percepción del signo y finaliza con la presencia en su mente del objeto del signo.

## Conceptualización actual
Actualmente, la semiosis es estudiada desde tres enfoques:
1. El enfoque pragmático que la define como acción de los signos.
2. El enfoque estructural-generativo que describe a la semiosis como operación productora de signos.
3. El enfoque que considera la cooperación de los tres soportes del proceso semiótico: un signo, su objeto y un intérprete, los cuales coadyuvan en el proceso de producción de un sentido y de construcción de la realidad.

En la concepción semiótica de Charles Sanders Peirce la semiosis tiene carácter procesual (infinita) y resulta de la operación de tres elementos: el signo (representamen), que es un Primero que está en una relación genuina tal con un Segundo, llamado su Objeto, que es capaz de determinar a un Tercero, llamado su Interpretante. Para Peirce la semiótica es una vertiente de la lógica, por lo que todos los contenidos mentales son signos y todos los procesos mentales son procesos de semiosis. Peirce definió la semiosis como la acción o influencia que es o implica una cooperación de tres sujetos, a saber un signo, su objeto y el intérprete.
Charles Morris en su libro Signos, lenguaje y conducta (1985:27), menciona que la semiosis es un proceso que implica tres factores "el vehículo sígnico, el designatum, y el interpretante ". En opinión de Morris, la semiosis sucede cuando un determinado objeto o cosa adopta un significado en torno al sistema social y se convierte en signo.
A partir de las definiciones revisadas, podríamos definir la semiosis como el proceso de la asociación de signos en la producción de significación interpretativa.